# Kirsty Branning
Kirsty Branning, es un personaje ficticio de la serie de televisión EastEnders, interpretada por la actriz Kierston Wareing del 25 de diciembre de 2012 hasta el 9 de enero de 2014.